# Rifugio Starlaresc
Il rifugio Starlarlèsc da Sgiòf è una stalla del quale una parte è gestita come bivacco, situato nel comune di Brione Verzasca, nel canton Ticino, nella val Verzasca, nelle Alpi Lepontine, a 1.880 m s.l.m.

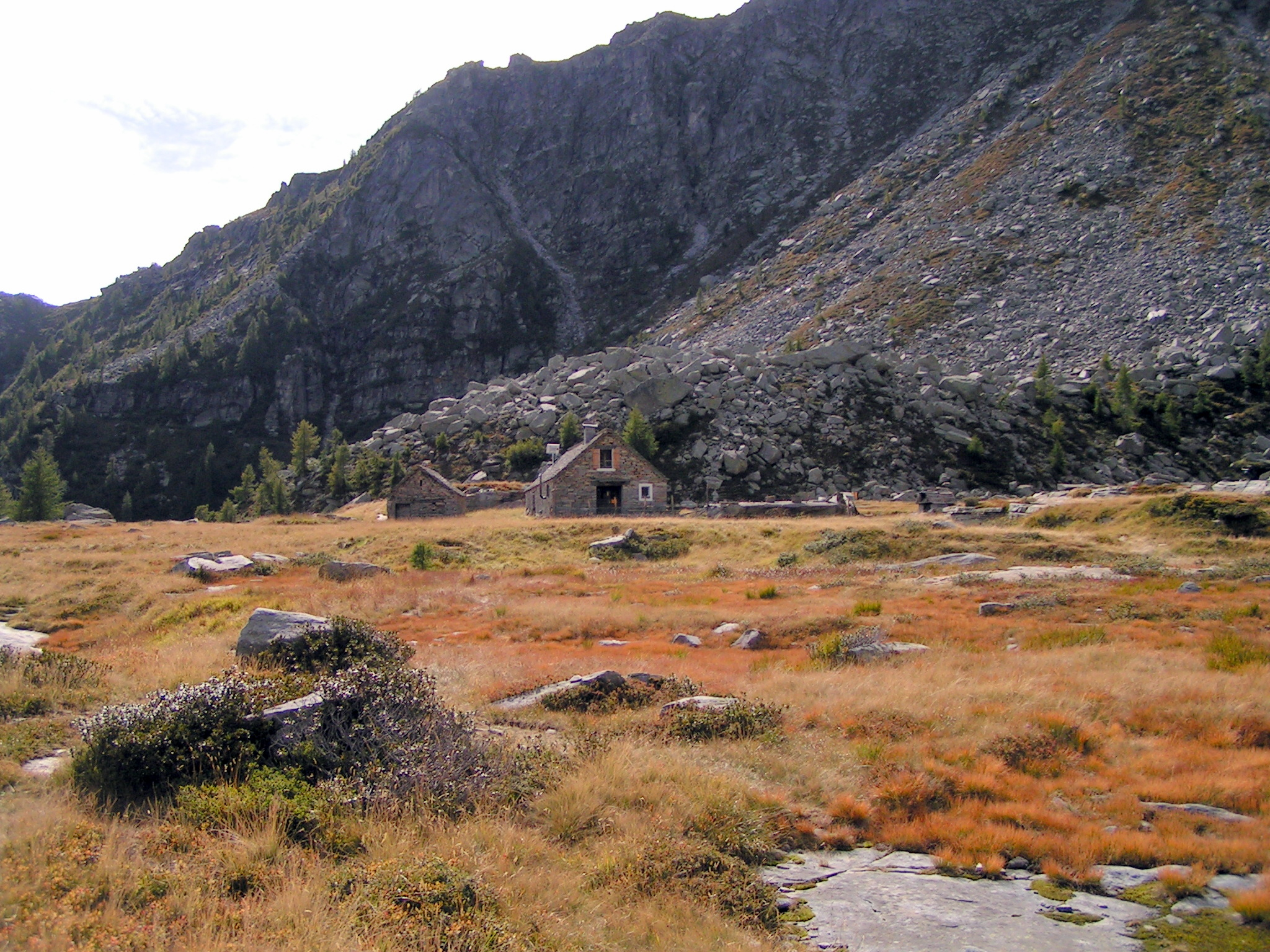
Il rifugio

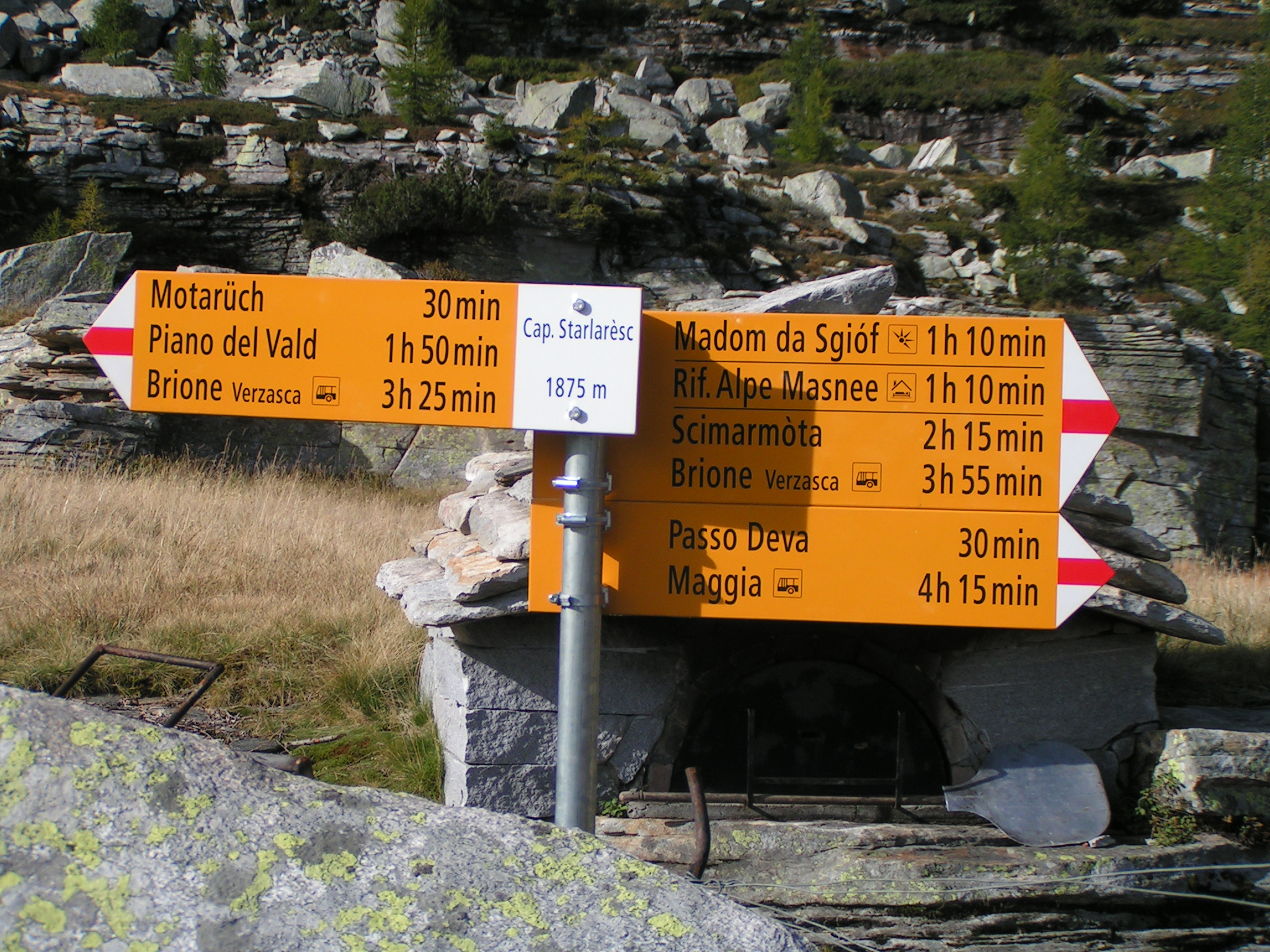
Le escursioni partendo dal rifugio

## Caratteristiche e informazioni
La parte destinata a rifugio alpino è un quarto della stalla ha un piccolo refettorio, e 10 posti letto. È disponibile una stufa a legna, quale riscaldamento e uso cucina con piatti e padelle. L'acqua corrente e i servizi igienici sono all'esterno del rifugio.

## Accessi
- Brione Verzasca 756 m Brione Verzasca è raggiungibile anche con i mezzi pubblici.
  - tempo di percorrenza: 3,30 ore
  - dislivello: 1.100 m
  - difficoltà: T3

## Escursioni
- Maggia 332 m
  - tempo di percorrenza: 4,15 ore
  - dislivello: 200 m
  - difficoltà: T3

## Traversate
- Capanna Masnee 1 ora
- Capanna Nimi 3 ore